# A-91M
L'A-91M è un fucile d'assalto bullpup, sviluppato durante gli anni novanta dal KBP (Instrument Design Bureau) di Tula, appartenente alla stessa famiglia di armi dell'9A-91. Pur mantenendo quasi tutte le meccaniche del 9A-91 invariate, questo fucile d'assalto differisce per il fatto di avere un rivestimento in polimero nero, con integrato un lanciagranate a colpo singolo da 40 mm. I primi prototipi dell'A-91M dovevano montare un lanciagranate sopra la canna del fucile e un'impugnatura nella parte inferiore della stessa, ma questa soluzione fu abbandonata e il lanciagranate venne inserito al di sotto della canna.
Il sistema di eiezione dei bossoli ricorda per certi aspetti quello del fucile FN F2000, venne progettato molti anni prima della realizzazione del fucile, circa negli anni '60, dal progettista Afanasiev.
In questo sistema di eiezione, i bossoli vengono spinti dall'otturatore in una sorta di tubo, posto sul lato dell'arma, e quando nuovi bossoli entrano nel meccanismo i più vecchi vengono spinti fuori, così da permettere l'impugnatura ambidestra.
Fin ad ora sono stati realizzati pochi esemplari di questo fucile, che rimane in dotazione solo a polizia e forze speciali russe. Esiste anche una particolare versione dell'arma, simile al fucile russo OC-14 Groza, destinata all'esportazione per utilizzo nei corpi di polizia stranieri.